# Tatsumi Kimishima
Tatsumi Kimishima (君島 達己?; Tokyo, 21 aprile 1950) è un dirigente d'azienda giapponese.
Quinto presidente di Nintendo, ha assunto il ruolo di amministratore delegato della società a settembre 2015, in seguito alla morte di Satoru Iwata. Si è dimesso dalla carica ad aprile 2018 e viene sostituito nel giugno dello stesso anno da Shuntaro Furukawa.
Nella sua carriera ha rivestito le cariche di presidente di Pokémon USA e di Nintendo of America.